# 八王子城
八王子城（はちおうじじょう）は、現在の東京都八王子市元八王子町から下恩方町にかけて築かれた日本の山城。

## 概要
八王子城は北条氏の本城である小田原城の支城であり、関東の西に位置する軍事上の拠点であった。標高460m（比高約240 m）の深沢山（現在の城山）に築城された中世山城である。深沢山の麓、華厳ヶ谷に庵を結んだ華厳菩薩妙行が延喜13年（913年）に山頂で修行中、牛頭天王と8人の王子が現れたとして延喜16年（916年）に八王子権現を祀ったことから、八王子城と名付けられた。別の説では山王権現を祀る日吉大社の末社である山王社が多摩地区には広く存在しており、深沢山にも山王社があったために日吉大社の神体山にちなんで「八王子山」とも呼ばれていたことから八王子城と名付けられたとする説もある（城跡には今日も「山王台」と呼ばれる場所がある）。
縄張りは北浅川と南浅川に囲まれた東西約3 km、南北約2 - 3 kmの範囲に及び、山の尾根や谷など複雑な地形を利用していくつかの地区に分けられ、山頂に置かれた本丸、松木曲輪や小宮曲輪など何段もの曲輪を配置した要害地区、城山川沿いの山腹に御主殿と呼ぶ館を構えてその東側にアシダ曲輪で防衛している居館地区、城山川に沿った麓に城下町を形成した根小屋地区、などで構成されていた。要害地区にはいくつもの砦を配し、それらを結ぶ連絡道の要所には深い堀切や竪堀、兵舎を建てるための曲輪などが造成されていた。特に、居館地区の南側尾根にある太鼓曲輪は5つの深い堀切で区切られ、南側を石垣で固めるなど、容易に尾根を越えられない構造となっていた。
城下町には、武家屋敷のある中宿、刀剣鍛冶職人の居住区である鍛冶屋村に加え、滝山城下から移転した商業地区の八日市、横山、八幡といった3つの宿場があったと言われている。また出城には、搦手の防衛線を形成する浄福寺城（案下城）、小田野城の他、初沢城などがあった。
八王子市文化財課が管理する現在の「八王子城跡」としての範囲には太鼓曲輪尾根の南斜面などの区域が含まれておらず、16世紀当時より狭い範囲に限定されている。史跡に含まれていない区域は霊園や私有地が入り組んでいるため、住宅地の中にも多くの遺構を確認することができる。また、御主殿などの木造復元計画は、復元根拠となる史料の不足や行政の予算確保の意向がないなどで実現していない。

## 歴史・沿革
北条氏康の三男・氏照が1571年（元亀2年）より築城し、1587年（天正15年）に本拠とした。ただし、近年の研究では古文書などの分析により、元亀段階には小規模な城砦みたいなものが存在した可能性はあるものの、本格的な築城は1578年（天正6年）とみる説が有力である。なお、かつては古文書を根拠とした1560年（永禄3年）説・1562年（永禄5年）説もあったが、1569年（永禄12年）に武田氏との間で滝山城の籠城戦が行われているため、今日では否定的である。また、近年滝山城の築城を1563年（永禄6年）以降とする有力説があり、この説を採用した場合には永禄年間初頭説では、滝山城より八王子城の方が先に築城されてしまうことになる矛盾が生じるため、その意味でも成立しないとみられる。
氏照は当初、大石氏の由井城、後に滝山城に拠っていたが、小田原攻撃に向かう甲斐国（現在の山梨県）の武田信玄軍に攻められた際、(廿里古戦場、三増峠の戦い)に滝山城の防衛の限界を感じて本拠を八王子城に移した。また、北条氏と武田氏はその後一旦和睦したものの、1578年（天正6年）に始まった御館の乱の対応を巡って甲相同盟が破綻しており、甲斐方面からの軍事的圧力に対抗するために築城した可能性も指摘されている。
このとき、織田信長の築城した安土城を参考に石垣で固めた山城構築を行った。滝山城は広大かつ多くの角馬出や内枡形を備えた近世的な平山城であったが、山城である八王子城に移ったことで氏照は時代に逆行したとも言われている。しかし、八王子城は一般的な山城のような尾根と堀切を利用した縦深防御に加えて、侵入してくる敵に対しいたる所から側射をかける仕組みになっている。織豊系城郭と比較すると、より近世的な戦術を志向している。しかし、氏照が入った時は、御主殿など含む主郭部と一部の主要な要所部分のみ完成しており、氏照が小田原へ援軍へ向かったとしても八王子城は、増築を何度も八王子城合戦の日まで繰り返された。

### 八王子城合戦
小田原征伐の一環として天正18年（1590年）6月23日 、八王子城は天下統一を進める豊臣秀吉の軍勢に加わった上杉景勝、前田利家、真田昌幸らの部隊1万5千人に攻められた。当時、城主の氏照以下家臣は本城である小田原城の守備につとめており、八王子城内には城代の横地監物吉信、家臣の狩野主善一庵、中山勘解由家範、近藤出羽守綱秀ら氏照の重臣らをはじめとした限られた数の将兵の他、領内から動員・保護された領民（女性や子どもも含む）を加えた約3000人が立て籠った（※八王子城側、豊臣軍側の人数については諸説あり）。
豊臣側は夜の濃霧のなか、主力が東正面の大手口（元八王子町）と北側の搦め手（下恩方町）の2方向より侵攻した。両軍とも多数の死傷者を出す激戦となった。日暮れまでのうちに城は陥落し、氏照正室の比左をはじめとする城内の婦女子は自刃、あるいは御主殿の滝に身を投げたという（諸説あり）。八王子城における戦いの様子は熾烈を極め、落城した八王子城側のみならず攻め手側の豊臣側にも多大なる犠牲者を出した。このことは豊臣方の武将らの書き記した史料に残っており、小田原攻めの中だけでなく戦国史における城攻めのなかにおいても屈指の激戦となった。城代の横地監物は落城前に城を出て檜原村に向かい、その途中の小河内村付近にて自害している（諸説あり）。落城時に御主殿にいた北条方の婦女子や武将らが滝の上流で自刃し、次々と身を投じたと言われている。麓の村では城山川の水で米を炊けば赤く米が染まるほどであったと伝えられ、現代でも受け継がれている風習として、先祖供養にあずきの汁で米を炊いた「あかまんま」（すなわち赤飯）を炊くことは、この逸話がもとになっているといわれている。寳生寺が受難者の法要を続けている。
この八王子城攻防戦を含む小田原征伐において北条氏は敗北し、城主の北条氏照は兄、氏政とともに切腹した。当主の氏直については高野山にて蟄居後、病死。
なお、この戦いをもって北条氏が滅びたわけではなく、嫡流を除いた一族が各地に渡り存命、遺された家臣たちもそれぞれ徳川家康、のちの幕府に取り立てられ、家を守りながら活躍を続けている。
特に、氏照家臣として最期まで付き従ってきた狩野氏、中山氏の子息らにおいては、将軍家の傍近くで仕官し、馬術指南役を務めるなど、多大なる功績を残している。
現代に至るまで、八王子を中心とした関東の各所で、その子孫たちが家名を守り、歴史と伝統を紡いでいる。

## 廃城から現在
1590年7月24日(天正18年６月23日)に落城したが、天正18年7月28日、小屋のだけの建設を豊臣秀吉が八王子在番の太田一吉に命じている。(大坂城天守閣所蔵)
さらに、天正18年９月21日まで、上杉景勝が須田満統・田中尚賢代八郎次郎らに八王子御番頭に命じてるが、それが八王子城にいたと思われる記述がある。(上杉家八王子在番衆日記　覚上公御書集十五)
そのため、天正18年６月23日に落城した後も八王子城の一部は使われていた可能性があると指摘する研究者もいる。
のちに新領主となった徳川家康によって八王子城は廃城となった。

### 現代
1945年（昭和20年）ごろは、山頂付近を除く城山一帯が戦時中の木材伐採のため禿山となっていたのが、戦後米軍機の撮影した航空写真（国土交通相保管）に残されている。戦後、ヒノキなどが植林され、現在の状況となった。
1951年（昭和26年）6月9日、国の史跡に指定されて発掘調査や整備が進み、御主殿跡付近の石垣、虎口、曳橋などが復元された。
2004年に、城山要害部の西端直下を通る首都圏中央連絡自動車道の八王子城跡トンネルが竣工した。
2006年（平成18年）4月6日、日本100名城（22番）に選定された。
2019年（令和元年）6月22日、八王子城跡まつりが開催された。八王子市、地元住民、北条氏姉妹都市（小田原市・寄居町）、市内事業者、市内教育機関らが連携した初の試みとなる大規模なイベントとなった。
2020年(令和2年) 6月19日、「霊気満山　高尾山　～人々の祈りが紡ぐ桑都物語～」のタイトルで文化庁による日本遺産に高尾山とも認定された。滝山城も構成要素として関連史跡として認定された。

## 史跡

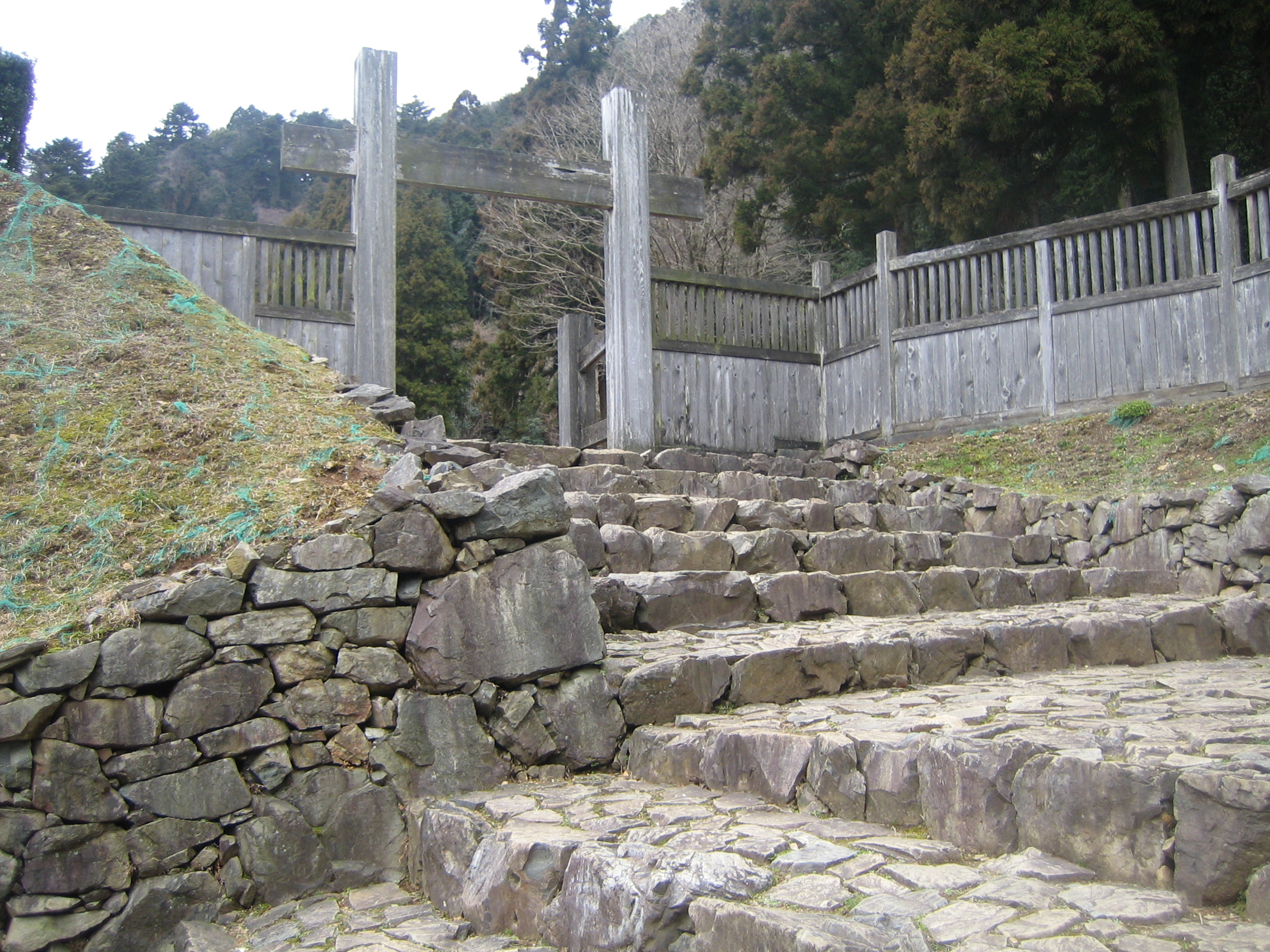
御主殿跡へ通じる虎口と冠木門

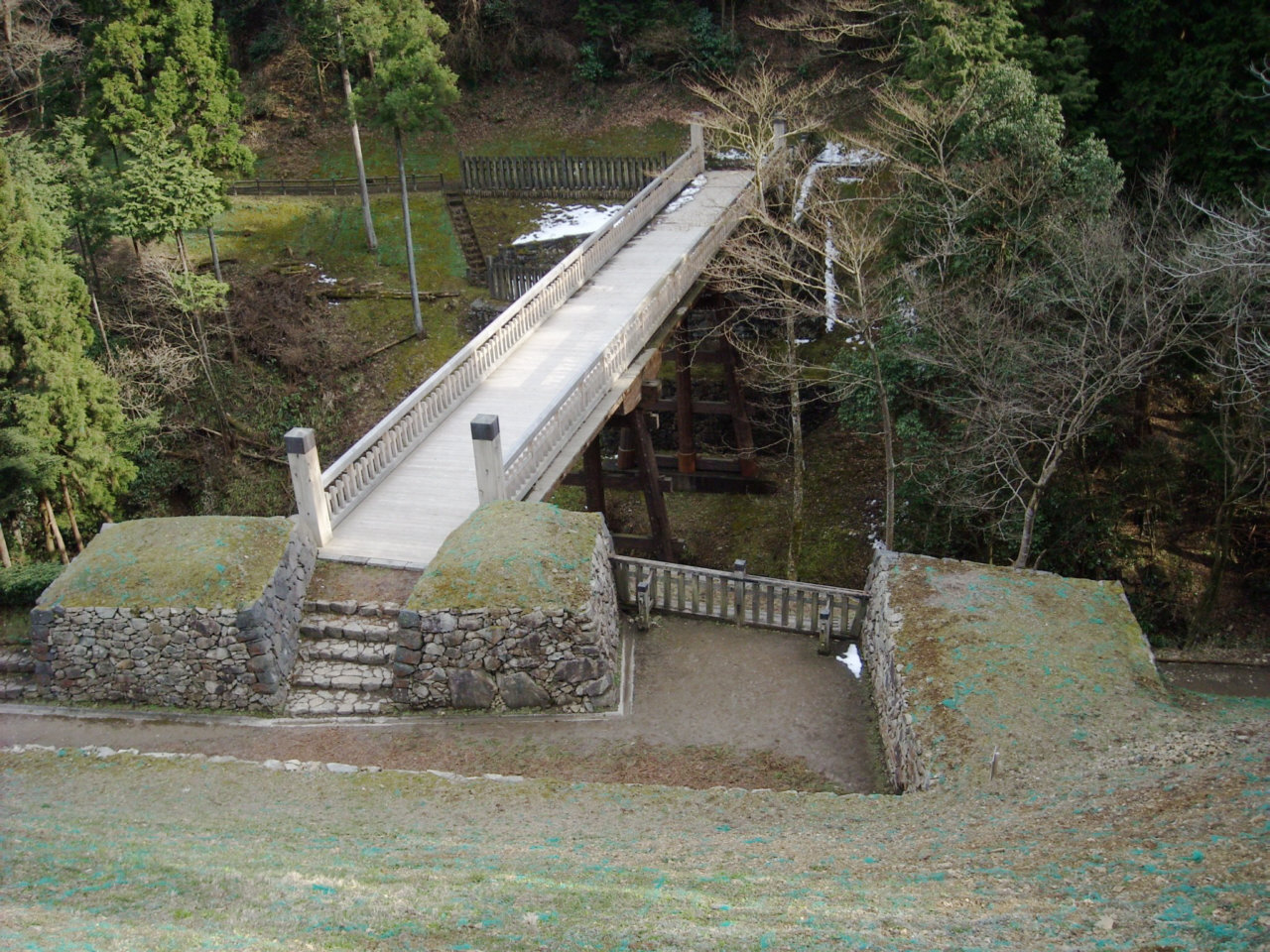
御主殿跡から望む曳橋

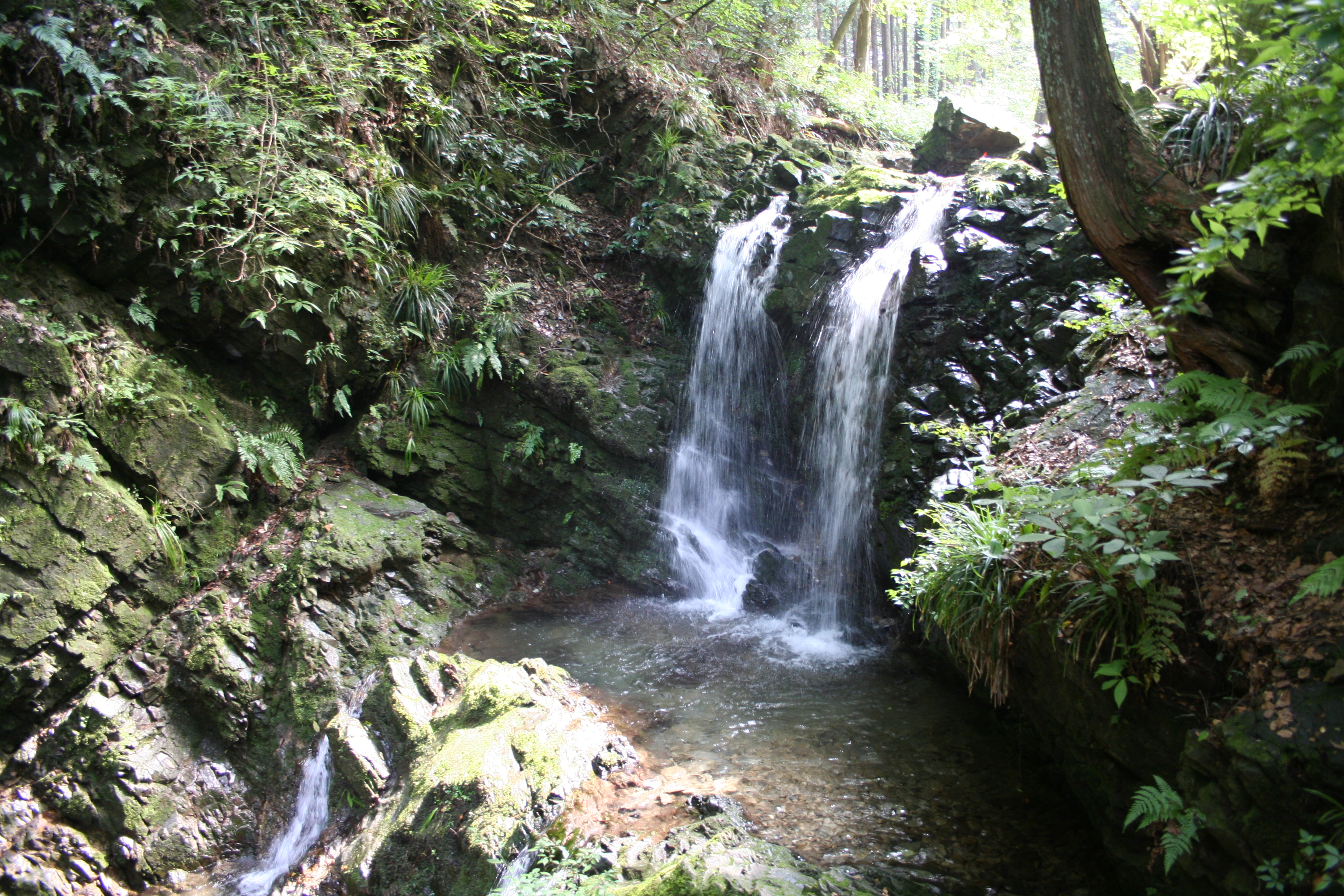
御主殿の滝

麓には2012年（平成24年）に完成した八王子城跡ガイダンス施設があり、施設内には八王子城の歴史を紹介する映像放映や展示解説スペースのほか、一息つける休憩スペース（飲食可）などがある。そのほかゲーム感覚で八王子城の特徴を学習できる設備や、八王子城と滝山城のそれぞれの地形を再現した精巧な模型や、手作り甲冑の展示、記念スタンプなどがある。
園路を進んだ先には屋根付の大きな八王子城の屋外模型があり、曲輪の名称などを表記した説明板が付属している。無料で利用することができる見学者専用駐車場やトイレがあり、駐車場は普通車で約30台分のスペースがある。利用時間は午後5時までとなっている（時期により変更あり）。
駐車場の先を100mほど進むと1992年（平成4年）に完成した八王子城跡管理事務所があり、ここにもスタンプ台とトイレが整備されている。ガイダンス施設完成前は唯一の公的有人施設であった。管理事務所では2009年（平成21年）4月よりボランティアによるガイド（無料）が始まっている。研究熱心なガイドの方々による説明は、八王子城見学をより充実したものにしてくれる。
山頂付近には、八王子神社などの建物、トイレ、ベンチ等があるが、売店などの有人管理の施設や自動販売機や照明はない。
八王子城跡に行くまでの道に、北条氏照の墓がある（表示あり）。途中、私有地があるので見学には注意が必要。
居館地区など、重機が入り易い区域の発掘調査や復元作業は一部行われているが、城山要害部については一部を除いてはほとんど行われておらず、樹木の伐採も行われていない。僅かに残された石垣は土砂崩れや樹木が根こそぎ倒れたことによって失われつつあり、崩落により通行不能となった水平道もある。自然や人の往来による遺構の破壊の他、林道の整備や、登城道（新道）の整備によって、部分的に失われた遺構も多い。行政による早急かつ的確な保護保全対策が望まれる。

## 城郭図
八王子城の城郭図は 江戸時代の初期（1648年）に描かれた「慶安の古図」や 西尾市岩瀬文庫所蔵の絵図と旧広島藩主浅野家に伝えられた城絵図集「諸国古城之図」や 鳥羽藩が兵学研究用に収集して保管していた「 日本古城絵図  」、旧日本陸軍築城部が城郭史を編纂すべく大正初期から資料の収集に着手した「 日本城郭史資料」、未だに当時から絵図は見つかっておらず、その全貌は不明な部分が多い。
現在の曲輪の名称と違いある。
小宮曲輪→北宮曲輪　松木曲輪→松本曲輪
- 八王子市郷土資料館所蔵【慶安の古図】
- 陸奥国弘前津軽家文書【城築規範全】
- 安芸国広島浅野家文庫【諸国古城之図】
- 岩瀬文庫所蔵城廓及合戦図【武州八王寺城図】
- 岡山大学所蔵池田文庫【佐渡北条陸奥守居城図】
- 伊勢国鳥羽藩稲垣家所蔵【日本古城絵図】
- 旧日本陸軍築城部が城郭史を編纂【日本城郭史資料】
- 国文学研究資料館，山鹿文庫【 武州八王子古城啚】

## 発掘調査と遺構

### 出土遺物
発掘により、八王子城が畿内で発展した安土桃山時代の新式の城の影響を受け、広い大手道や大きな城門を備えた大がかりなものであったことが明らかになってきた。遺跡からは発掘により五彩磁器皿などの磁器や茶道具、香炉、ベネチアンガラスなどが出土し、城内の生活をしのばせる。

### 城山の麓
- 御主殿跡

落城後は徳川氏の直轄領、明治以降は国有林であったため、落城当時のままの状態で保存されていた。発掘調査の結果、礎石を沢山つかった建物の跡や水路の跡、多数の遺物が出土した。なお礎石は土砂で被われ表面は芝生となっているが、今でも当時のまま残っている。2012年から地中の遺物のレプリカを地上に設置する整備が行われ、2013年に完成した。庭園部にある石の1つのみは戦国時代当時のものである。
- 虎口

石垣や石畳は当時のものをそのまま利用し、できるだけ忠実に復元されている。御主殿入口の冠木門（かぶきもん）は当時の門をイメージして復元された。写真にある冠木門は、老朽化のため2010年に新築されている。
- 古道と大手の門跡

当時御主殿へ入る道として使われていた。門の礎石や敷石が1988年の確認調査で発掘されたが保存のために埋め戻されている。
- 曳橋（ひきはし）

古道から御主殿へわたるために城山川に架けられた橋である。橋脚の部分しか資料が発見されていないため、橋脚以外の部分は現在の建築技術で16世紀当時の道筋を再現して架けられた。築城当時の構造については諸説あり、敵の侵入時に板を外せる構造や、橋桁ごとスライドする構造(八王子城管理事務所内所蔵)などが考えられている。御主殿側の橋台の位置は築城当時より5mほど東側にずれており、このため段差が生じて石段が設けられている。橋台の西側の石垣は、林道整備のために削られ、移築されている。
- 御主殿の滝

御主殿の滝の林道側には、高さ3m、幅10m程の小山が残っているが、元々は御主殿方向に繋がった土塁であった。現在は林道整備により半分以上が削られている。この土塁をダムにして、上流に御主殿の先まで続く大きな溜め池があったとする説が有力である(参考文献2参照)。

### 城山の麓から中腹
- 福善寺

千葉県に福善寺と呼ばれる寺があり、円通寺住職の余生を送るためや、若い僧の修行に使う隠居寺であった。福善寺が江戸時代に荒廃し、円通寺は明治の始に渋谷の吸江寺と合併した為、拙堂和尚が城跡に福善寺を復興した。
- 路傍の石仏（観音像）

108体あるといわれる観音であるが、現代では16体しか確認できない。御主殿跡へのルートとして、古道を通るルート以外、石仏を巡りながらのルートもある。
- 金子丸跡

金子三郎左衛門家重が守備をしていたといわれている。尾根をひな壇状にし、敵の侵入を防ぐ工夫がされている。現在は天守へ向かう最初の休憩所としてベンチが設置されている。（次の休憩所は8合目までない）

### 城山の山頂付近

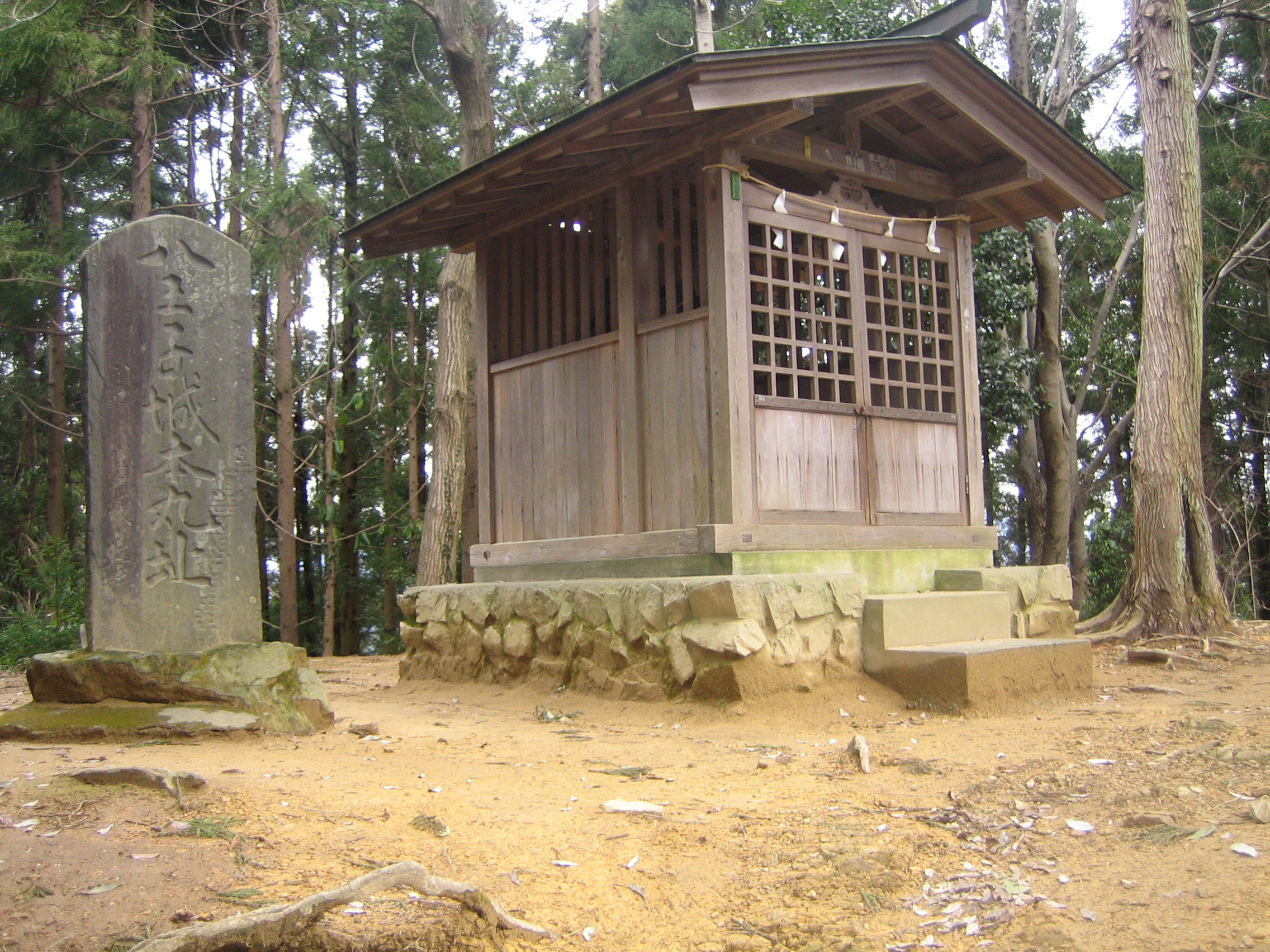
八王子城の本丸跡

- 本丸跡（城山山頂）

城の中心で最も重要な曲輪。横地監物吉信が守備していた。頂上の平地部は10メートル四方程度の広さが残っている。
- 松木曲輪跡（展望スペース）

八王子神社の奧に位置し、中の丸とも二の丸とも呼ばれていた。中山勘解由家範が守備し、前田利家軍を相手に奮闘したが、多勢に無勢で防ぎ切れなかった。
- 小宮曲輪跡

三の丸とも一庵曲輪とも呼ばれていた。狩野一庵が守備していたが、搦手の隠し通路である棚沢道を突き止めた上杉軍に背後から奇襲され、落とされた。
- 八王子神社

大手側からも搦手側からも最終的にはここに誘導されるようになっているが、三方を本丸、松木曲輪、小宮曲輪に囲まれた窪地であり、十字砲火に晒されるキルゾーンとなっていた。
- 井戸

山頂付近にはいくつか井戸が確認されている。南側斜面にある坎井（かんせい）という井戸は、水質検査にも合格するレベルであるが、飲用としての厳密な管理はされていない。
- 伝大天守跡

本丸が陥落した際に最後の拠点にするべく構築された詰城で、部分的に石垣が残っている。天守閣跡と伝わっているが、それらしき建物が建っていた痕跡は無い。背後（西側）には深さ10m以上の大堀切があり、背後からの敵の侵入を阻止している。さらに北側と東側の尾根筋には両翼600mに渡って石塁が築かれていた。ほとんど崩れてしまってはいるものの、石自体は残っている。

### 整備工事
整備工事は御主殿跡の虎口と、そこに至る大手道を整備範囲として行われた。石垣はゆがんだり欠落していたため、築城当時の工法で積み直し、さらに失われてしまった石材は補充して復元された。橋や門、柵、塀は、はっきりした痕跡が発見されなかったため、八王子城の特徴的な城の守り方を理解できるように、築城当時の通路形態を想定して再現された。

## 現地情報
所在地
東京都八王子市元八王子町・下恩方町・西寺方町
交通アクセス
JR中央線高尾駅北口1番バス停より、西東京バス「高尾の森わくわくビレッジ」「宝生寺団地」「恩方営業所」「恩方ターミナル」「大久保」「陣馬高原下」「グリーンタウン高尾」「美山町」行きで、バス停「霊園前」下車、徒歩約15分。土曜・休日には高尾駅北口1番バス停より「八王子城跡」バス停までの路線がある。「八王子城跡」バス停は下記ガイダンス施設に隣接。実際に整備されている史跡へはさらに200mほど歩く必要がある。

## 山頂付近へのアクセス

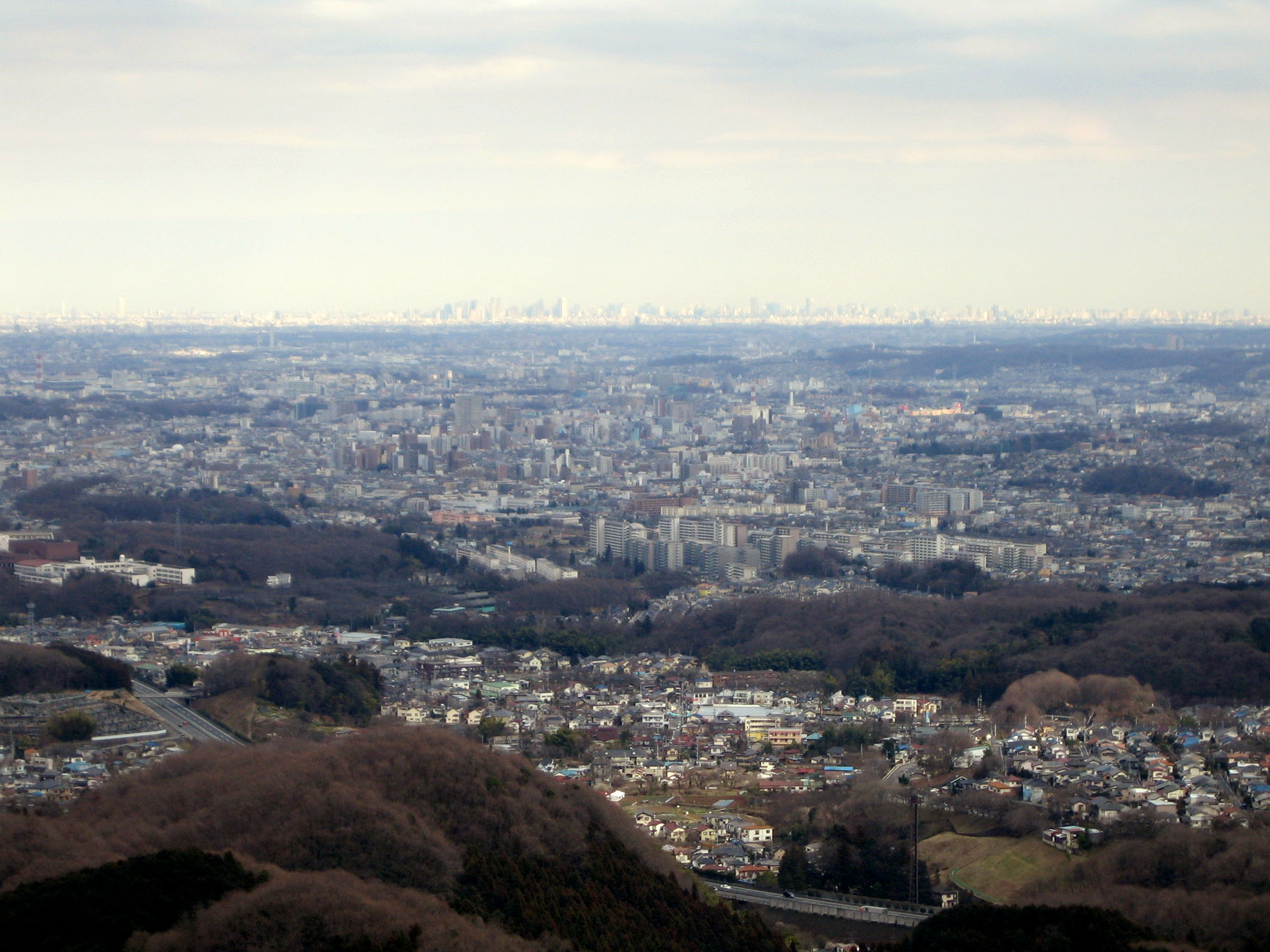
9合目付近から東京都心方面の景色

麓から山頂付近までは、東西南北に様々なルートがあるが、管理事務所から登るルート（新道）は比較的道も広く、軽装で登ることができる。新道ルートは金子丸跡まで約10分、そこから八王子神社まで約30分かかるルートである。新道の北斜面には旧道ルートが並行してあるが、道が狭い上、雨水による侵食が酷い。8合目（柵門台）で旧道と新道は合流する。「頂上」と書かれた小さな石碑の先にある階段を上ると八王子神社があり、左手に進むと二つの大きな慰霊碑のある展望スペースと休憩所（松木曲輪）がある。本丸跡と小宮曲輪跡へは、八王子神社裏手の坂道を更に登る。丸跡も小宮曲輪跡も八王子神社から約5分で到達する。御主殿から山王台を経て本丸付近まで直登する「殿の道」は短時間で本丸付近に到達できる。道中には築城当時の石垣群が見られる。

## 八王子城をテーマにする作品
- 八王子城攻城戦 （ウォーゲーム日本史）
- RDG_レッドデータガール
- 戦国無双 〜真田丸〜